# جوناثان كارلوس هيريرا
جوناثان كارلوس هيريرا (بالإسبانية: Jonathan Carlos Herrera) هو رياضي ولاعب كرة قدم أرجنتيني، ولد في 1998 في الأرجنتين. لعب مع أوداكس إيتاليانو.

## وصلات خارجية
- جوناثان كارلوس هيريرا على موقع قاعدة بيانات كرة القدم.إي يو (الإنجليزية)
- جوناثان كارلوس هيريرا على موقع Soccerway.com (الإنجليزية)